# Irina Składniewa
Irina Składniewa (ros. Ирина Складнева, ur. 4 lutego 1974 w Brynchowie) – rosyjska biegaczka narciarska, czterokrotna medalistka mistrzostw świata juniorów.

## Kariera
Pierwszy raz na arenie międzynarodowej Irina Składniewa pojawiła się podczas mistrzostw świata juniorów w Harrachovie, gdzie zdobyła złoty medal na dystansie 15 km techniką dowolną. W zawodach tych bezpośrednio wyprzedziła swą rodaczkę Juliję Czepałową oraz Czeszkę Kateřinę Neumannovą. Zwyciężyła tam także w sztafecie. Na rozgrywanych rok później mistrzostwach świata juniorów w Breitenwang była pierwsza w biegu na 5 km stylem klasycznym, a w biegu na 15 km stylem dowolnym była tym razem trzecia. W Pucharze Świata zadebiutowała 5 stycznia 1997 roku w Kawgołowie, zajmując 32. miejsce w biegu na 15 km stylem dowolnym. Pierwsze pucharowe punkty wywalczyła blisko rok później – 4 stycznia 1998 roku w tej samej miejscowości była piąta na 10 km klasykiem. W klasyfikacji generalnej najlepiej wypadła w sezonie 1999/2000, który ukończyła na dwunastej pozycji. Startowała także w zawodach cyklu FIS Marathon Cup, zajmując między innymi drugie miejsce w klasyfikacji końcowej sezonu 2000/2001. Trzykrotnie stawała na podium maratonów, przy czym 28 stycznia 2001 roku wygrała najdłuższy włoski maraton Marcialonga. Nigdy nie brała udziału w igrzyskach olimpijskich ani mistrzostwach świata.
W 2009 roku zakończyła karierę.

## Osiągnięcia

### Mistrzostwa świata juniorów
| Miejsce | Dzień       | Rok  | Miejscowość | Konkurs                | Wynik     | Strata  | Zwyciężczyni        |
| ------- | ----------- | ---- | ----------- | ---------------------- | --------- | ------- | ------------------- |
| 20.     | 2 marca     | 1993 | Harrachov   | 5 km stylem klasycznym | 16:39,1   | +1:17,0 | Kateřina Neumannová |
| 1.      | 3 marca     | 1993 | Harrachov   | Sztafeta 4x5 km        | 1:05:15,3 | -       | -                   |
| 1.      | 6 marca     | 1993 | Harrachov   | 15 km stylem dowolnym  | 43:00,6   | -       | -                   |
| 1.      | 26 stycznia | 1994 | Breitenwang | 5 km stylem klasycznym | 16:20,2   | -       | -                   |
| 9.      | 28 stycznia | 1994 | Breitenwang | Sztafeta 4x5 km        | 1:06:19,6 | +2:13,2 | Czechy              |
| 3.      | 30 stycznia | 1994 | Breitenwang | 15 km stylem dowolnym  | 41:53,5   | +1:25,2 | Julija Czepałowa    |

### Puchar Świata

#### Miejsca w klasyfikacji generalnej
- sezon 1997/1998: 21.
- sezon 1998/1999: 25.
- sezon 1999/2000: 12.
- sezon 2000/2001: 38.
- sezon 2001/2002: 96.

#### Miejsca na podium
Składniewa nigdy nie stała na podium indywidualnych zawodów Pucharu Świata.

### FIS Marathon Cup

#### Miejsca w klasyfikacji generalnej
- sezon 2000/2001: 2.
- sezon 2001/2002: 29.

#### Miejsca na podium
| Nr | Dzień       | Rok  | Zawody              | Konkurencja             | Czas biegu | Strata  | Miejsce | Zwyciężczyni              |
| -- | ----------- | ---- | ------------------- | ----------------------- | ---------- | ------- | ------- | ------------------------- |
| 1. | 28 stycznia | 2001 | Marcialonga         | 45 km stylem dowolnym   | 3:01:55    | -       | 1.      | -                         |
| 2. | 10 lutego   | 2001 | Finlandia-hiihto    | 60 km stylem klasycznym | 2:28:10    | +2:49   | 2.      | Antonina Ordina           |
| 3. | 11 marca    | 2001 | Engadin Skimarathon | 42 km stylem dowolnym   | 1:29:19,9  | +1:18,9 | 2.      | Brigitte Albrecht-Loretan |